# Kfar Blum
Kfar Blum (hebräisch כְּפַר בְּלוּם) ist ein Kibbuz in der Chulaebene im nordisraelischen Obergaliläa mit 771 Einwohnern (2018).

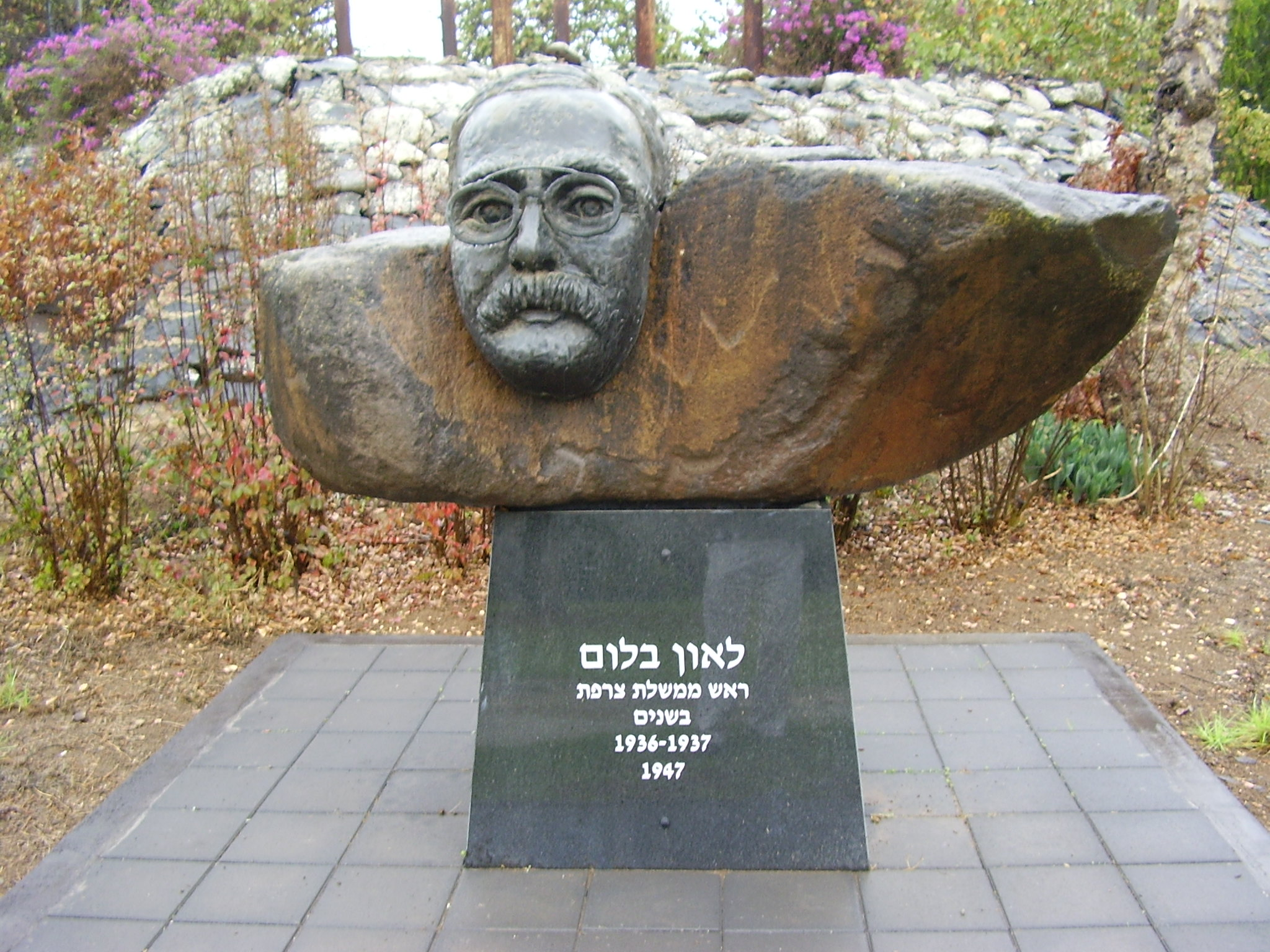
Léon-Blum-Denkmal

## Geschichte
Kfar Blum wurde im November 1943 von Mitgliedern der zionistisch-sozialistischen Jugendbewegung Habonim, der heutigen Habonim Dror, gegründet. Die Gründungsmitglieder stammten hauptsächlich aus Großbritannien, Südafrika, den USA und dem Baltikum. Der Kibbuz wurde nach Léon Blum, dem ersten sozialistischen Premierminister Frankreichs, benannt. 

## Wirtschaft
Die wichtigste wirtschaftliche Grundlage des Kibbuz sind der Anbau von Baumwolle und Früchten sowie Molkereien und eine metallverarbeitende Industrie. In den vergangenen Jahren wuchs Kfar Blum auch aufgrund des zunehmenden Tourismus. Die Lage des Kibbuz an den Flüssen Jordan und Hasbani am Fuße des Berges Chermon hat Kfar Blum zu einem Zentrum für Outdooraktivitäten wie Wandern, Rafting und Kajaksport werden lassen. Kfar Blum am Westufer des Jordans ist am Nordrand des Ortes durch eine Brücke für Lokalverkehr mit dem Nachbardorf Amir am gegenüberliegenden Ufer verbunden.